# Besence
Besence is een plaats (község) en gemeente in het Hongaarse comitaat Baranya. Besence telt 144 inwoners (2001).